# Спорт (гостиница, Москва)
Гостиница «Спорт» — гостиница в Москве, существовавшая в 1979—2004 годах.

## Строительство
Крестообразное в плане, 22-этажное здание по адресу Ленинский проспект, дом № 90/2 было построено в 1979 году архитектором О. Г. Кудреновским под руководством Н. Е. Стамо в рамках общего увеличения гостиничного фонда столицы в преддверии Олимпиады-80. Гостиница предназначалась для проживания зарубежных арбитров во время Олимпиады.
Общая площадь гостиницы на 600 номеров, спроектированной и построенной в соответствии с международными стандартами того времени, составляла 40874 м². К ней примыкали два небольших дву- трёхэтажных крыла-пристройки. В одном из них размещался конференц-зал на 500 мест, а в другом — двухзальный ресторан на 600 мест. В отделке интерьеров холлов и вестибюлей гостиницы использовались гранит, мрамор и деревянные панели. В номерах были тканые обои. В цокольном помещении находились сауны, а на крыше — смотровая площадка.
Кроме «Спорта», к Олимпиаде были построены ещё два аналогичных здания гостиничного типа — дом № 7 по улице Кравченко и дом № 37 по проспекту Вернадского, позже превращённые в общежития МГУ (т. н. ДСК и ДСВ) и существующие до настоящего времени.

## Снос
Решение о ликвидации «Спорта» — «в связи с аварийным состоянием» — было принято мэрией Москвы в мае 2004 года, а уже 25 сентября здание было снесено путём направленного взрыва. Снос был произведен по заказу организации «Амираль Б. В.», хотя законность управления ею этим объектом оспаривалась прежними собственниками.
В сентябре 2005 года Верховный суд РФ признал снос гостиницы незаконным, поскольку истинным собственником здания являлось Международное агентство «Наука». На «Амираль Б. В.» от жильцов окрестных домов были поданы иски в суд с требованием компенсации за моральный ущерб, так как никаких предупреждений о готовящемся взрыве они не получили и приняли его за террористический акт.
На месте «Спорта» сначала предполагалось построить гостинично-развлекательный комплекс, в дальнейшем — офисный центр. Летом 2017 года начался разбор остатков гостиницы для строительства многофункционального комплекса.